# Samsung Galaxy A41
Samsung Galaxy A41 — смартфон середнього цінового сегмента, розроблений Samsung Electronics, що входить до серії Galaxy A.
Апарат було анонсовано 18 березня 2020 року. На території В України продажі розпочалися з 18 травня 2020 року.

## Дизайн

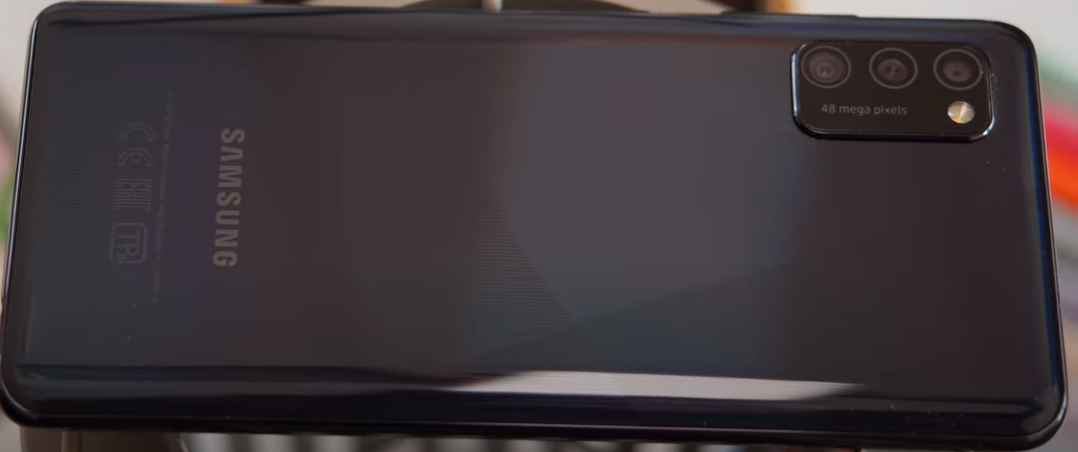
Задня панель Galaxy A41

Телефон має екран, що виготовлено зі скла. Корпус та бічні грані Samsung Galaxy A41 виконані з пластику. Задня поверхня має глянцеве покриття із геометричним малюнком. Пластикова рамка імітує метал.
З правого боку розташовані кнопки гучності та блокування. З лівого боку розміщений слот під 2 картки. Зверху розташований додатковий динамік, знизу - роз'єм USB-C, динамік, мікрофон для розмов, 3.5 мм аудіороз'єм.
В Україні Samsung Galaxy A41 продається в 4 кольорах: чорний, синій, білий та червоний.

## Технічні характеристики

### Апаратне забезпечення

#### Платформа
Samsung Galaxy A41 працює на базі восьмиядерного процесора MediaTek Helio P65 та графічного процесора Mali-G52 MC2.

#### Акумулятор
Акумулятор незмінний з об'ємом 3500 мА·г та підтримкою швидкого заряджання на 15 Вт.

#### Камера
Основна камера смартфону складається із трьох камер: 48 Мп, f/2.0 (ширококутний) + 8 Мп, f/2.2 (ультраширококутний) + 5 Мп, f/2.4 (сенсор глибини) з фазовим автофокусом та записом відео в роздільній здатності 1080p@30fps.
Фронтальна камера отримала роздільність 25 Мп, діафрагма f/2.2 (ширококутний) та здатність запису відео в роздільній здатності 1080p@30fps.

#### Екран
Екран Super AMOLED, 6.1", FullHD+ (2400 x 1080), щільність пікселів 431 ppi, співвідношенням сторін 20:9.
Вгорі екрану розташований краплеподібний виріз під фронтальну камеру. Сканер відбитку пальця вмонтований в екран телефону.
Екран підтримує функції Edge panels (додаткова панель для швидкого доступу до встановленого набору інструментів) та Edge Lighting (світлове сповіщення про повідомлення).

#### Пам'ять
Обсяг оперативної пам'яті складає 4 ГБ, внутрішня пам'ять складає 64 ГБ.

### Програмне забезпечення
Смартфон отримав оновлення до Android 11 із фірмовою оболонкою на One UI 3.1.
Samsung Galaxy A41 підтримує безконтактні платежі через NFC.